# Leccedercetis longirostris
Leccedercetis longirostris è un pesce osseo estinto, appartenente agli aulopiformi. Visse nel Cretacico superiore (Campaniano - Maastrichtiano, circa 72 milioni di anni fa), e i suoi resti fossili sono stati ritrovati in Italia.

## Descrizione
Questo pesce è noto solo per un cranio e per un frammento della parte anteriore del corpo; il fossile è sufficiente tuttavia a permettere una ricostruzione dell'animale, grazie al raffronto con generi simili e ben conosciuti quali Dercetis e Rhynchodercetis. Come questi ultimi, si suppone che Leccedercetis possedesse un corpo allungato e sottile simile a quello di un'aguglia. Il cranio era lungo circa 3,5 centimetri, e terminava in un rostro allungatissimo e sottile; la mascella superiore era lunga circa il doppio della mandibola, una caratteristica che si riscontra anche in Rhynchodercetis. Altre caratteristiche di Leccedercetis includono il mesetmoide a forma di V, e la mascella priva di senza denti. 
Leccedercetis è un rappresentante degli aulopiformi, un gruppo di pesci attualmente piuttosto diffusi ma che nel corso del Cretaceo erano ancor più differenziati rispetto alle forme attuali. In particolare, Leccedercetis è un rappresentante dei Dercetidae, una famiglia di aulopiformi estinti dal corpo estremamente allungato e dal muso sottile. 
Leccedercetis longirostris venne descritto per la prima volta da Louis Taverne nel 2008, sulla base di un fossile ritrovato nei pressi di Nardò, in provincia di Lecce.